# Lộc Đỉnh ký (phim 1998)
Lộc Đỉnh Ký (tên tiếng Anh: The Duke Of Mount Deer; tên tiếng Trung: 鹿鼎記) là bộ phim truyền hình gồm 45 tập do TVB sản xuất, chuyển thể từ tiểu thuyết cùng tên của nhà văn Kim Dung. Bộ phim do Lý Thiêm Thắng làm giám chế, Trần Tĩnh Nghi làm biên tập. Đây cũng là phiên bản Lộc Đỉnh ký gây được nhiều ấn tượng trong lòng của người xem, khán giả tại Hồng Kông cũng như Việt Nam. Diễn viên Trần Tiểu Xuân được nhận xét đây là diễn viên lột tả sát thực nhất sự miêu tả của Kim Dung về Vi Tiểu Bảo. Nổi tiếng với hình tượng lưu manh, ngổ ngáo, anh đã khắc họa thành công một Vi Tiểu Bảo rất giống với nguyên tác.

## Nội dung
Vi Tiểu Bảo (do Trần Tiểu Xuân đóng) vốn là con của kỹ nữ tại Lệ Xuân Viện - Vi Xuân Hoa (do La Quán Lan đóng), một thanh niên vô học thức, lêu lổng và lười biếng, Tiểu Bảo sống phiêu bạt nhiều nơi. Trong một lần lưu lạc đến Bắc Kinh, Vi Tiểu Bảo bị bắt cóc và đưa vào Tử Cấm Thành bởi Hải Đại Phú (do Cốc Phong đóng). Tại đây, cậu gặp gỡ Tổng Đà chủ - Trần Cận Nam (do Hạ Thiệu Thanh đóng) của tổ chức ngầm, phản Thanh phục Minh – Thiên Địa Hội. Tiểu Bảo bất đắc dĩ trở thành một trong mười hương chủ của hội, phải vào hoàng cung làm do thám với lớp vỏ bọc là thái giám.
Nhờ thân phận mới, Tiểu Bảo có dịp đối mặt với vị hoàng đế trẻ tuổi Khang Hy (do Mã Tuấn Vỹ đóng). Cả hai phát triển một tình bạn kỳ lạ. Dần dần, Khang Hy xem Tiểu Bảo như tri kỷ, không thể tách rời. Về phần Tiểu Bảo, bằng may mắn và trí thông minh, cậu đạt được rất nhiều thành tựu không tưởng. Tiểu Bảo đóng vai trò quyết định trong việc bắt và giết chết đại gian thần Ngao Bái (do Vương Tuấn Đường đóng), giải cứu cha của Khang Hy - Thuận Trị (do Trương Quốc Cường đóng), phá hủy Thần Long giáo, làm suy yếu lực lượng của tướng giặc Ngô Tam Quế (do Vương Vỹ đóng).
Với những chiến tích này, Tiểu Bảo kiếm được của cải khổng lồ nhờ nhận nhiều đút lót, hối lộ. Trong quá trình lập công, cậu còn tán tỉnh được bảy cô vợ xinh đẹp là Mộc Kiếm Bình (do Quảng Văn Tuân đóng), công chúa Kiến Ninh (do Lưu Ngọc Thúy đóng), A Kha (do Lương Tiểu Băng đóng), Song Nhi (do Trần Thúy Hà đóng), Tô Thuyên (do Phùng Hiểu Văn đóng), Phương Di (do Từ Hào Oanh đóng) và Tăng Nhu (do Trần An Kỳ đóng).
Tuy nhiên, thân phận nhiều mang của Tiểu Bảo cũng có ngày bị bại lộ. Khang Hy buộc Tiểu Bảo phải chọn lựa giữa triều đình và hội kín, bằng không, cậu sẽ có một kết cục bi thảm.

## Diễn viên

#### Nhà họ Vi
| Diễn viên       | Nhân vật      | Miêu tả |
| --------------- | ------------- | --- |
| Trần Tiểu Xuân  | Vi Tiểu Bảo   | Thái giám Công công Tiểu Quế Tử Vi Hương Chủ của Thiên Đại Hội Bạch Long Sứ của Thần Long Giáo Kiêu Kỵ Doanh Chính Hoàng Phó Đô Thống Vi Tước Gia • Nhất Đẳng Lộc Đỉnh Công Phụ Quốc Phụng Thánh Thiền Sư Bá tước nước La Sát |
| La Quán Lan     | Vi Xuân Hoa   | Chị Hoa Mẹ của Vi Tiểu Bảo Kỹ nữ Lệ Xuân Viện |
| Phùng Hiểu Văn  | Tô Thuyên     | Hồng Phu nhân Vợ cả của Vi Tiểu Bảo Vợ của Hồng Giáo chủ Người của Thần Long giáo |
| Trần Thiếu Hà   | Song Nhi      | Tiểu Song Vợ hai của Vi Tiểu Bảo Thanh mai trúc mã thời thơ ấu của Vi Tiểu Bảo Con nuôi của Trần Quang Nô tỳ của Trang Tam Phu nhân Tỷ muội với Tăng Nhu Sư muội của Ngô Lục Kỳ Môn đồ của Hà Thiết Thủ                       |
| Lương Tiểu Băng | A Kha         | Vợ ba của Vi Tiểu Bảo Con của Lý Tự Thành và Trần Viên Viên Đệ tử của Cửu Nạn Sư thái |
| Lưu Ngọc Thúy   | Kiến Ninh     | Kiến Ninh Công chúa Vợ tư của Vi Tiểu Bảo Con của Sấu Đầu Đà và Mao Đông Châu |
| Từ Hào Oanh     | Phương Di     | Vợ năm của Vi Tiểu Bảo Sư tỷ của Mộc Kiếm Bình Người của Mộc Dương Phủ Bị bắt làm thuộc hạ của Thần Long giáo sau đó được giải thoát                                                                                          |
| Trần An Kỳ      | Tăng Nhu      | Vợ sáu của Vi Tiểu Bảo Đệ tử của Tư Đồ Bá Lôi Môn đồ của phái Vương Ốc Tỷ muội với Song Nhi |
| Quảng Văn Tuân  | Mộc Kiếm Bình | Tiểu Quận chúa của Mộc Dương Phủ Vợ bảy của Vi Tiểu Bảo Em gái của Mộc Kiếm Thanh Sư muội của Phương Di Bị bắt làm thuộc hạ của Thần Long giáo sau đó được giải thoát                                                         |

#### Hoàng cung Đại Thanh
| Diễn viên                                 | Nhân vật                    | Miêu tả |
| ----------------------------------------- | --------------------------- | --- |
| Mã Tuấn Vỹ                                | Ái Tân Giác La • Huyền Diệp | Khang Hy Đế Hoàng đế Đương triều Tiểu Yên Tử (tên thân mật với Vi Tiểu Bảo) Bạn chí cốt của Vi Tiểu Bảo Con của Thuận Trị |
| Trần Tiểu Xuân                            | Vi Tiểu Bảo                 | Quế Công công • Vi Tước Gia Sau khi giết chết Tiểu Quế Tử đã giả làm Tiểu Quế Tử Bạn chí cốt của Khang Hy |
| Lưu Ngọc Thúy                             | Kiến Ninh                   | Kiến Ninh Công chúa Vợ của Vi Tiểu Bảo Con của Sấu Đầu Đà và Mao Đông Châu Thực chất là con của Thái hậu giả nhưng sau khi biết sự thật do tình nghĩa huynh đệ năm xưa nên Khang Hy vẫn bỏ qua, cho Kiến Ninh tiếp tục làm công chúa và ở lại hoàng cung         |
| Trình Khả Vi                              | Thái hậu                    | Thái hậu thật Đích mẫu của Khang Hy Bị Mao Đông Châu bắt giam Vì là người duy nhất biết về bí mật của Tứ Thập Nhị Chương Kinh nên bà đã lấy lí do đó ra uy hiếp không cho Mao Đông Châu giết mình và làm tổn hại đến Khang Hy Sau đó được Vi Tiểu Bảo giải thoát |
| Cốc Phong (Lồng tiếng: Trương Bỉnh Cường) | Hải Đại Phú                 | Hải Công công Tổng quản Thái giám Bị Thái hậu giả giết |
| Vương Tuấn Đường                          | Ngao Bái                    | Ngao Thiếu Bảo Phụ chính Đại thần Đệ nhất Dũng sĩ Mãn Châu |
| Quan Hải Sơn                              | Trần Văn Lượng/ Trần Quan   | Trần Công công Thái giám Sau khi thoát chết, đã trốn về Dương Châu, đổi tên thành Trần Quan Cha nuôi của Song Nhi Đã tự sát sau khi Hải Đại Phú mời ông trở lại hoàng cung                                                                                       |
| Lưu Giang                                 | Khang Thân Vương            | Kiệt Thư Hoàng thúc |
| La Hạo Giai                               | Sách Ngạch Đồ               | Anh em kết nghĩa của Vi Tiểu Bảo |
| Ngải Uy                                   | Đa Long                     | Đa Tổng quản Tổng quản Ngự tiền Thị vệ |
| Đặng Anh Mẫn                              | Trương Khang Niên           | Ngự tiền Thị vệ |
| Dương Tử Thao                             | Triệu Tể Hiền               | Ngự tiền Thị vệ |
| Joe Junior                                | Thang Nhược Vọng            | Thang Mã Pháp Nhà truyền giáo |
| Lê Bỉ Đắc                                 | Nạp Lan Minh Châu           | Thượng thư Bộ binh |
| Trần Trung Kiên                           | Tô Khắc Tát Cáp             | Phụ chính Đại thần |
| Trần An Oánh                              | Đào Hồng Anh                | Cung nữ Cô cô của Vi Tiểu Bảo Đồ đệ của Cửu nạn Sư thái Nhập cung từ nhỏ, làm cung nữ từ triều Minh đến triều Thanh |
| Thiệu Trác Nghiêu                         | Thụy Đổng                   | Thiết Chưởng Vô Địch Phó Tổng quản Ngự tiền Thị vệ |
| Ngũ Văn Sinh                              | Tiểu Quế Tử                 | Quế Công công Thái giám Thuộc hạ thân cận của Hải Đại Phú Đã bị Vi Tiểu Bảo giết và giả dạng |
| Đặng Dục Vinh                             | A Tử Cáp                    | Vương công Đại thần |
| Tăng Kiến Minh                            | Mặc Lý Mã                   | Vương công Đại thần |
| Hoàng Thành Tưởng                         | Ban Bố Nhĩ Thiện            | Vương công Đại thần |
| Hà Bích Kiên                              | Huỳnh Tinh Trung            | Vương công Đại thần |
| Dương Nhạc                                | Thượng Khắc Hỷ              | Vương công Đại thần |
| Khâu Huệ Linh                             | Liễu Yên                    | Cung nữ của Thái hậu Người của Thần Long Giáo |
| Uông Lâm                                  | Nhị Sơ                      | Cung nữ của Thái hậu |
| Lý Hoàng Sinh                             | Uy Hách                     | Ngự tiền Thị vệ |
| Cam Tử Chính                              | Cung trung Thị vệ           | |
| Lưu Gia Thông                             | Cung trung Thị vệ           | |
| Bàng Quốc Lương                           | Cung trung Thị vệ           | |
| Bàng Quán Trung                           | Cung trung Thị vệ           | |
| Hoàng Chấn Uy                             | Thị vệ                      | |
| Hà Quân Long                              | Thị vệ                      | |
| Du Tiêu                                   | Lương Cửu                   | Ngự tiền Thái giám |
| Thang Tuấn Minh                           | Ôn Hữu Đạo                  | Thái giám |
| Lương Chiếu Hào                           | Ôn Hữu Phương               | Thái giám |
| Nghiêm Văn Hiên                           | Thái giám                   | |
| Tôn Tứ Minh                               | Thái giám                   | |
| Mạch Gia Luân                             | Thái giám                   | |
| Hoàng Ngọc Phụng                          | Cung nữ                     | |
| Hồng Tinh Nghi                            | Cung nữ                     | |
| Mạch Tử Vân                               | Sử tùng                     | |
| Mã Đề Lộ                                  | Mao Đông Châu               | Thái hậu giả Được Thần Long Giáo cài vào Hoàng cung để thu thập Tứ Thập Nhị Chương Kinh Bắt giam Thái hậu thật rồi giả làm Thái hậu. Sau đó bị Vi Tiểu Bảo phát hiện thân phận                                                                                   |

#### Thiên Địa Hội
| Diễn viên        | Nhân vật             | Miêu tả |
| ---------------- | -------------------- | --- |
| Hạ Thiệu Thanh   | Trần Cận Nam         | Trần Tổng Đà chủ Sư phụ của Vi Tiểu Bảo                                                                                |
| Trần Tiểu Xuân   | Vi Tiểu Bảo          | Vi Hương chủ Đệ tử của Trần Cận Nam                                                                                    |
| Lý Cương Long    | Ngô Lục Kỳ           | Ngô Hương chủ • Tuyết Trung Thần Cái Sư huynh của Song Nhi Bị Quy Tân Thụ, Quy Nhị Nương và Quy Chung giết chết        |
| Trịnh Gia Sinh   | Từ Thiên Xuyên       | Bát Tý Viên Hầu Thuộc hạ của Trần Cận Nam và Vi Tiểu Bảo                                                               |
| Trần Vinh Tuấn   | Phong Tế Trung       | Lúc đầu là người của Thiên Địa Hội Sau đó phản bội lại Thiên Địa Hội, bị Vi Tiểu Bảo phát hiện và bị Song Nhi bắn chết |
| Thái Quốc Khương | Tiền Lão Bản         | |
| Ngu Thiên Vĩ     | Huyền Trinh Đạo nhân | |
| Tiết Thuần Cơ    | Quan Phu Tử          | |
| Phương Kiệt      | Cao Ngạn Siêu        | |
| Trương Tuấn Hoa  | Giả Lão Lục          | |

#### Thần Long Giáo
| Diễn viên          | Nhân vật                    | Miêu tả |
| ------------------ | --------------------------- | --- |
| Bào Phương         | Hồng An Thông               | Hồng Giáo chủ Chồng của Tô Thuyên                                                                                          |
| Phùng Hiểu Văn     | Tô Thuyên                   | Hồng Phu nhân Vợ của Hồng An Thông Vợ của Vi Tiểu Bảo                                                                      |
| Trần Tiểu Xuân     | Vi Tiểu Bảo                 | Bạch Long sứ Một trong Ngũ Long Sứ Sau khi Chung Chí Linh bị giết chết thì Vi Tiểu Bảo được Hồng An Thông đưa lên thay thế |
| Từ Hào Oanh        | Phương Di                   | Binh lính của Thần Long giáo                                                                                               |
| Quảng Văn Tuân     | Mộc Kiếm Bình               | Binh lính của Thần Long giáo                                                                                               |
| Mã Đề Lộ           | Mao Đông Châu               | Mẹ của Kiến Ninh Thái hậu giả                                                                                              |
| Xa Bảo La          | Bàn Đầu Đà                  | |
| Trần Địch Khắc     | Chung Chí Linh              | Bạch Long sứ Một trong Ngũ Long Sứ Đã bị Hồng An Thông giết                                                                |
| Hoàng Trọng Khuông | Sấu Đầu Đà                  | Cha của Kiến Ninh |
| Trương Hán Bân     | Lục Cao Hiên                | Thái y của Thần Long giáo                                                                                                  |
| Trịnh Lỗi          | Vô Căn Đạo nhân             | Xích Long sứ Một trong Ngũ Long Sứ                                                                                         |
| Lý Tử Kỳ           | Yên Cẩm                     | Hoàng Long sứ Một trong Ngũ Long Sứ                                                                                        |
| Trương Hồng Xương  | Hứa Tuyết Đình              | Thanh Long sứ Một trong Ngũ Long Sứ                                                                                        |
| Lăng Hán           | Trương Đàm Nguyệt           | Hắc Long sứ Một trong Ngũ Long Sứ                                                                                          |
| Lương Kiện Bình    | Chương Lão Tam              | |
| Lư Trác Nam        | Thuộc hạ của Chương Lão Tam | |
| Lưu Vĩnh Tấn       | Thuộc hạ của Chương Lão Tam | |

#### Mộc Dương Phủ
| Diễn viên       | Nhân vật       | Miêu tả                                                                             |
| --------------- | -------------- | ----------------------------------------------------------------------------------- |
| Lý Gia Cường    | Mộc Kiếm Thanh | Tiểu Vương gia Anh trai của Mộc Kiếm Bình                                           |
| Quảng Văn Tuân  | Mộc Kiếm Bình  | Tiểu Quận chúa Vợ của Vi Tiểu Bảo Em gái của Mộc Kiếm Thanh Đệ tử của Liễu Đại Hồng |
| Lạc Đạt Hoa     | Lưu Nhất Chu   | Hôn phu của Phương Di Đệ tử của Ngô Lập Thân                                        |
| Từ Hào Oanh     | Phương Di      | Vợ của Vi Tiểu Bảo Hôn thê của Lưu Nhất Chu                                         |
| Vương Duy Đức   | Bạch Hàn Tùng  | Bạch Thị Song Sát Sư Huynh Anh trai của Bạch Hàn Phong                              |
| Lý Vệ Miên      | Bạch Hàn Phong | Bạch Thị Song Sát Sư Đệ Em trai của Bạch Hàn Tùng                                   |
| Chiêu Thạch Văn | Liễu Đại Hồng  | Thiết Bối Thương Long Sư phụ của Mộc Kiếm Bình                                      |
| Tào Tế          | Ngô Lập Thân   | Sư Tử Lắc Đầu Sư phụ của Lưu Nhất Chu                                               |

#### Bình Tây Vương Phủ
| Diễn viên       | Nhân vật                | Miêu tả |
| --------------- | ----------------------- | --- |
| Vương Vỹ        | Ngô Tam Quế             | Bình Tây Vương Cha của Ngô Ứng Hùng Chồng của Trần Viên Viên                                                                     |
| Đới Chí Vỹ      | Ngô Ứng Hùng            | Thái tử Bình Tây Vương • Ngạc Phò Con trai của Ngô Tam Quế Phò mã của Kiến Ninh Công chúa                                        |
| Hoàng Văn Tiêu  | Hạ Quốc Tướng           | Con rể của Ngô Tam Quế |
| Hoàng Thiên Đạc | Lư Nhất Phong           | Thuộc hạ của Ngô Tam Quế |
| Hoàng Chí Vỹ    | Ba Lãng Tinh            | Thuộc hạ thân tín của Ngô Tam Quế                                                                                                |
| Ngô Bác Quân    | Dương Dật Chi           | Thị vệ của Ngô Tam Quế Anh em kết nghĩa của Vi Tiểu Bảo Bị Ngô Tam Quế chặt tứ chi, lưỡi và mắt                                  |
| Trương Tùng Chi | Thị vệ của Ngô Ứng Hùng | |
| Ngô A Viên      | Quản gia                | |
| Mã Khoái Thanh  | Nô tỳ                   | |
| Lương Tiểu Băng | Trần Viên Viên          | Mẹ của A Kha Xuất thân là kỹ nữ, cuối cùng bà xuất gia Phi tần của Sùng Trinh Đế Vợ lẽ của Ngô Tam Quế Tình nhân của Lý Tự Thành |

#### Cung điện huyện Diên Bình, Đài Loan
| Diễn viên       | Nhân vật                     | Miêu tả |
| --------------- | ---------------------------- | --- |
| Quách Diệu Minh | Trịnh Khắc Sảng              | Trịnh Nhị thiếu gia Tên mặt trắng (do Vi Tiểu Bảo đặt) Nhị thiếu gia của huyện Diên Bình, Đài Loan Đệ tử của Phùng Tích Phàm Con của Trịnh Thái Phu nhân |
| Lê Tuyên        | Trịnh Thái Phu nhân          | Mẹ của Trịnh Khắc Sảng |
| Quách Đức Tín   | Phùng Tích Phàm              | Nhất Kiếm Vô Huyết Sư phụ của Trịnh Khắc Sảng |
| Trương Trí Hiên | Thuộc hạ của Trịnh Khắc Sảng | |
| Lương Huy Tôn   | Thuộc hạ của Trịnh Khắc Sảng | |

#### Thiếu Lâm Tự
| Diễn viên         | Nhân vật                  | Miêu tả |
| ----------------- | ------------------------- | --- |
| Trương Quốc Cường | Ái Tân Giác La • Phúc Lâm | Hành Si • Thuận Trị Đế Trước đây, làm Hoàng đế Đại Thanh nhưng sau đó xuất gia làm sư tăng ở chùa Thanh Lương Cha của Ái Tân Giác La • Huyền Diệp Pháp hiệu: Hành Si                                                    |
| Tôn Quý Khanh     | Ngọc Lâm Đại sư           | Tứ Đại Kim Cang |
| Đàm Nhất Thanh    | Trừng Quang Đại sư        | Tứ Đại Kim Cang |
| Dư Tử Minh        | Trừng Quan Đại sư         | Tứ Đại Kim Cang |
| Đàm Toàn Khanh    | Trừng Thông Đại sư        | |
| Đới Thiếu Dân     | Trừng Tâm Đại sư          | |
| Mã Kiếm Quang     | Trừng Thức Đại sư         | |
| Trần Chí Hùng     | Hối Thông Đại sư          | Sư huynh của Vi Tiểu Bảo |
| Tuấn Hùng         | Hành Điên Hòa Thượng      | Trước là Tổng quản Ngự lâm quân, sau theo hoàng đế xuất gia Sư đệ của Hành Si |
| Lý Chí Hoa        | Tịnh Bổn                  | |
| Lý Chí Vĩ         | Tịnh Thanh                | |
| Trần Tiểu Xuân    | Vi Tiểu Bảo               | Hối Minh • Phụ Quốc Phụng Thánh Thiền Sư Được Khang Hy giao nhiệm vụ lên Thiếu Lâm Tự học võ công để bảo vệ Thuận Trị cũng như học chữ Sau đó được bổ nhiệm làm Sư Trụ trì của chùa Lương Tự Sư đệ của Hối Thông Đại sư |

#### Diễn viên khác
| Diễn viên         | Nhân vật                     | Miêu tả |
| ----------------- | ---------------------------- | --- |
| Lý Lệ Lệ          | Cửu Nạn Sư thái              | Trường Bình Công chúa Con của Sùng Trinh Đế - triều Minh Sư phụ của A Kha và Vi Tiểu Bảo |
| Đới Vỹ Quang      | Thuyết thư nhân              | Khách mời của tập đầu tiên |
| Tần Hoàng         | Mao Thập Bát                 | Anh em kết nghĩa của Vi Tiểu Bảo Anh hùng phản Thanh triều |
| Hoàng Tân         | Trang Doãn Thành             | Cha của Trang Tam Phu nhân |
| Thạch Doãn        | Tư Đồ Bá Lôi                 | Sư phụ của Tăng Nhu Trưởng môn phái Vương Ốc |
| Văn Khiết Vân     | Trang Tam Phu nhân           | Con của Trang Doãn Thành Môn đồ của Hà Thiết Thủ |
| Lôi Dĩnh Di       | Nô tỳ của Trang Tam Phu nhân | |
| Hồng Tử Khải      | Sùng Trinh Đế                | Vua của Triều đại nhà Minh Cha của Cửu Nạn Sư thái Chồng của Trần Viên Viên |
| Hoa Trung Nam     | Lý Tự Thành                  | Hoàng đế nhà Đại Thuận Hoà thượng Tình nhân của Trần Viên Viên |
| Quảng Tá Huy      | Thi Lang                     | Tịnh Hải Tướng quân Sư phụ của Trịnh Khắc Sảng Danh tướng cuối thời nhà Trịnh Minh và đầu thời nhà Thanh                                                                                             |
| Lữ Can Văn        | Ban Đồ                       | |
| Hoàng Tiểu Long   | Tư Nguyên Hải                | |
| Dư Anh Hào        | Đặng Bỉnh Xuân               | |
| Hoàng Khiết Băng  | Anh Sư phụ                   | |
| Hoàng Đức Bân     | Kỳ chủ                       | |
| Khâu Vạn Thành    | Cát Nhĩ Đan                  | Hoàng tử Mông Cổ Anh em kết nghĩa của Vi Tiểu Bảo và Tang Kết |
| Lý Hồng Kiệt      | Ba Nhan Pháp sư              | |
| Hứa Tư Mẫn        | Mẫn Tát Thái thái            | |
| La Quân Tả        | Tang Kết                     | Đại Lạt ma của Tây Tạng Huynh đệ kết nghĩa của Vi Tiểu Bảo và Cát Nhĩ Đan |
| Hoàng Vĩ Lâm      | Lạt ma                       | |
| Triệu Tử Hào      | Lạt ma                       | |
| Lương Thông       | Phùng Nạn Địch               | |
| Quách Trác Hoa    | Hãn Thiếp Ma                 | Sứ giả Mông Cổ |
| Ôn Dụ Hồng        | Văn Quân                     | Phương Tam Phu nhân Thuộc hạ của Ngô Tam Quế |
| Diệp Chấn Thanh   | Lâm Hưng Châu                | |
| Hà Quốc Vinh      | Cao Lý Tân                   | Tổng đốc nước La Sát |
| Lưu Hiểu Đồng     | Tô Phi A                     | Công chúa nước La Sát |
| Cổ Minh Hoa       | Triệu Lương Đổng             | Phó tướng Thiên Tân |
| Ngụy Huệ Văn      | Trương Dũng                  | Đề đốc Vân Nam |
| Đặng Nhữ Siêu     | Vương Tấn Bảo                | Phó tướng Đề đốc Vân Nam |
| Tưởng Khắc        | Tôn Tứ Khắc                  | Phó tướng Đề đốc Vân Nam |
| La Lan            | Quy Nhị Nương                | Vợ của Quy Tân Thụ Mẹ của Quy Chung Môn đồ của phái Hoa Sơn |
| La Mãng           | Quy Tân Thụ                  | Thần Quyền Vô Địch Chồng của Quy Nhị Nương Ba của Quy Chung Môn đồ của phái Hoa Sơn |
| Trần Mẫn Lương    | Quy Chung                    | Con của Quy Tân Thụ và Quy Nhị Nương Môn đồ của phái Hoa Sơn Từ nhỏ đã bị bệnh nên được Quy Nhị Nương rất thương yêu và cưng chuộng Dù đã luyện võ công cao nhưng tính cách vẫn như con nít nhỏ tuổi |
| Giản Lợi Cảnh     | Dược Điểm Lão bản            | |
| Tô Ân Từ          | Dương Ma ma                  | Bà chủ Lệ Xuân Viện |
| Hoàng Tử Vỹ       | Thái Vân                     | Kỹ nữ Lệ Xuân Viện |
| Trần Từ Hàng      | Thúy Phụng                   | Kỹ nữ Lệ Xuân Viện |
| Mạch Thiếu Hoa    | Quang Đầu Ô Hán              | Thông gia |
| Thẩm Bố Tư        | Hà Bổ đầu                    | |
| Lăng Lễ Văn       | Lão bá                       | |
| Lương Tuấn Kiệt   | Thái phu                     | |
| Lâm Nhật Thăng    | Quan binh                    | |
| Âu Dương Yến Bình | Tiểu phán                    | |
| Lý Cẩm Minh       | Tiểu phán                    | |
| Trần Phụng Băng   | Thím Tám                     | Bà mai |
| Đàm Quyền Huy     | Giang Đại thúc               | |
| Lương Huy Tôn     | Chưởng cử                    | |
| Hoàng Chấn Uy     | Thủ vệ                       | |

## Phát hành DVD
Công ty TNHH TV Broadcasting (International) đã ủy quyền cho Công ty TNHH Công nghệ Đa phương tiện Hongyin Đài Loan phát hành và phân phối phiên bản bán lẻ của DVD "Lộc Đỉnh Ký 1998" vào năm 2008. DVD này bao gồm trọn bộ 45 tập. Một bộ 9 đĩa được chia thành hai hộp, có phiên bản phát âm tiếng Quảng Đông và tiếng Quan Thoại với phụ đề tiếng Trung phồn thể không ẩn.

## Nhạc phim
| Nhạc phim | Tên bài hát            | Tên bài hát | Trình bày  |
| Nhạc phim | Tiếng Việt             | Tiếng Trung | Trình bày  |
| --------- | ---------------------- | ----------- | ---------- |
| Nhạc dạo  | Sất Trá Hồng Nhân      | 叱咤红人    |            |
| Nhạc kết  | Bầu Trời Trên Đỉnh Đầu | 头顶一片天  | Mã Tuấn Vỹ |

## Thông tin thêm
- Trần Tiểu Xuân (thủ vai Vi Tiểu Bảo) ngoài đời đã kết hôn với Ứng Thể Nhi, người đã thủ vai A Kha trong bản Lộc Đỉnh ký năm 2008
- Tần Hoàng (thủ vai Mao Thập Bát) cũng đã từng thủ vai Mao Thập Bát trong bản Lộc Đỉnh ký năm 1984
- La Lan (thủ vai Quý Nhị Nương) cũng đã tham gia đóng vai Bà chủ Lệ Xuân Viện trong bản Lộc Đỉnh ký năm 1984